# Debye (enota)
Debye [debáj] je enota za električni dipolni moment izven mednarodnega sistema enot, ki pa ponekod ostaja v rabi navajanja električnih dipolnih momentov molekul. Z enotami SI jo izrazimo:
1 debye = 3,3336 · 10-30 As m.
Enota je sicer definirana v sistemu cgs kot
1 debye = 10-18 statcoulomb cm.